# Jimmy Choo
Jimmy Choo, nacido Jimmy Choo Yeang Keat, (chino: 周仰杰) es un diseñador de moda malayo, establecido en Londres, conocido principalmente por sus zapatos de mujer hechos a mano, es el diseñador en jefe de la casa de modas Jimmy Choo Ltd.

## Biografía
Jimmy Choo es un ciudadano malasio de origen chino, concretamente de etnia hakka, que nació en 1948 en George Town (Penang), en una familia de zapateros. Hizo su primer zapato cuando tenía tan solo 11 años. Es quizás el más famoso de los estudiantes de la Cordwainers' Technical College de Londres, donde se graduó en 1983. La universidad es ahora parte de la Escuela Superior de Moda de Londres. Choo ha reconocido que trabajó a tiempo parcial en restaurantes y como limpiador en una fábrica de zapatos, para ayudar a financiar su educación universitaria.
Los comienzos de Jimmy Choo se remontan a su taller en Hackney, en el este de Londres, que abrió en 1986 en un edificio alquilado, un antiguo hospital. Su artesanía y sus diseños pronto se dieron a conocer y alcanzó la fama internacional cuando sus creaciones fueron mostradas en ocho páginas de uno de los ejemplares de la revista Vogue, en 1988. Los diseños que hizo para Diana de Gales a partir de 1990 impulsaron más su imagen.
En 1996, cofundó Jimmy Choo Ltd con la editora del Vogue británico Tamara Mellon. En abril de 2001, Choo vendió su participación del 50% en la empresa por 10 millones de libras. Desde entonces ha venido concentrando su trabajo en la exclusiva línea de Jimmy Choo Couture producidos bajo licencia de Jimmy Choo Ltd. La línea de Londres está bajo la competencia de Tamara Mellon y ha ampliado sus productos para incluir accesorios como bolsos.
Choo reside actualmente en Londres. Está participando en un proyecto para crear un instituto de calzado en Malasia, donde su icono es evocado a menudo para inspirar incipientes diseñadores de moda y calzado.

## Premios
- 2000: le fue otorgado el título de Dato' por el Sultán de Pahang, en Malasia, por sus logros.
- 2002: le es conferida una Orden del Imperio Británico por la Reina Isabel II del Reino Unido, en reconocimiento de sus servicios a la industria del calzado y la moda en el Reino Unido.
- 2004: es galardonado con el Darjah Setia Pangkuan Negeri por el Yang di-Pertua Negeri (Gobernador) de su estado natal, Penang, que también le otorga el título de Dato'.